# آرتور لنگ
آرتور لَنگ (انگلیسی: Arthur Lange؛ ‏ ۱۶ آوریل ۱۸۸۹ – ۷ دسامبر ۱۹۵۶) آهنگساز، موسیقی‌دان و رهبر ارکستر اهل ایالات متحده آمریکا بود.
از فیلم‌هایی که وی در آن نقش داشته‌است، می‌توان به بی‌قیدوبند، بانویی پشت پنجره، قانون عمومی، گران کاناریا، اورینت اکسپرس و استادان رقص اشاره کرد.